# Круглянский мост (фильм)
«Круглянский мост» — советский художественный фильм 1989 года киностудии «Беларусьфильм» и студии Ю. Тарича, военная драма по повести Василя Быкова.
Премьера состоялась 10 марта 1990 года.

## Сюжет
Действие фильма происходит осенью 1942 года на территории оккупированной Белоруссии. Четверо партизан получили приказ взорвать мост, который не имеет никакого стратегического значения. Приказ до конца не ясен, но его надо выполнять. И герои картины отправляются на задание…

## В ролях
- Александр Кукареко — Степан
- Владимир Грицевский — Бритвин
- Владимир Бобриков — Маслаков
- Пётр Солдатов — Данила
- Леонид Дьячков — отец Мити
- Александр Маевский
- Игнат Бутько
- Татьяна Харламова
- Эдуард Мурашов — комбриг Преображенский

## Съёмочная группа
- Автор сценария: Василь Быков, Михаил Шелехов
- Режиссёр-постановщик: Александр Мороз
- Оператор-постановщик: Александр Абадовский
- Художник-постановщик: Вячеслав Кубарев
- Композитор: Гия Канчели
- Звукооператоры: Сергей Бубенко, Николай Веденеев
- Режиссёр: Вадим Сюмаков

## Призы и награды
- 1990 — Союз кинематографистов СССР: Золотая медаль имени А. П. Довженко за создание лучшего кинопроизведения на героико-патриотическую тему года (МКФ, Киев)[1].